# 丁型海防艦
丁型海防艦是大日本帝国海軍在第二次世界大戰的海防艦。

## 概要
丁型海防艦是与丙型海防舰同期设计的船队护航用海防舰，兩者整體結構建設幾乎一樣; 然而由于柴油机生产数量不足，本型艦主机改装成蒸汽轮机，煙囪因此改成了類似日本軍艦傳統的集中式煙囪(丙型是後置式六角形粗短煙囪)，以及換裝單軸單槳推進系統(丙型側是雙軸單槳推進)，因此排水量略大于丙型，但在續航力以及抗損性上都比前型艦來得差; 這點成為了相比於前任丙型艦的最大不同。全舰编制141人。
丁型海防舰也没有舰名，以编号偶数来命名。因首舰编号为第二号，故又被称为“第二号型海防舰”。

## 战后
1947年6月28日，东京盟军总部举行日本军舰分配仪式，四大盟国按抽签方式决定如何分配，中国代表抽中的是第二份日本军舰共三十四艘军舰，包括七艘驱逐舰、十七艘海防舰、两艘驱潜艇、一艘运输舰和七艘其他舰只，总吨位约3.6万吨。其中第14号、第40号、第104号、第118号、第192号、第194号、第198号七艘则属于丁型海防舰。1955年苏联在旅顺无偿赠与两艘原属日本赔偿苏联的丁型海防舰（第76号和第142号）。

### 济南号护卫舰
日本海军“第194”号海防舰，1945年3月31在三菱重工長崎造船所竣工。1947年7月6日正式引渡给中国，被命名为“接六”号赔偿舰。配齐了舰员编制后入役为国军“威海”舰，隶属海防第二舰队。1949年4月23日海防第二舰队司令林遵率艦于南京江面投共，停泊在江阴江面的“威海”舰拒绝投共，并向上海方向突围而被岸上解放军炮火击伤被俘。1949年底，“威海”舰入江南造船厂修复，被改名为“济南”号，编入华东军区海军第一大队。不久转属华东军区海军第六舰队。换装两门苏制Б-34型舰炮作主炮，副炮为六门70-К型机关炮，舰尾安装四座苏制БМБ-2深水炸弹发射炮，并在舰尾安装了一座深弹投放滑轨、烟幕发生装置。参加了解放一江山岛火力支援。1961年获得“215”舷号，隶属东海舰队护卫舰第17大队。1974年10月舷号改为“525”。不久退役，舰员改配属053H型导弹护卫舰2号舰，1978年更改舷号为“515”，1986年正式命名为“厦门”舰。

### 武昌号护卫舰

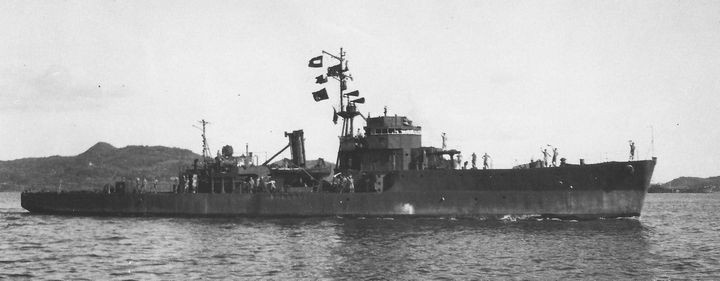
第十六号海防艦

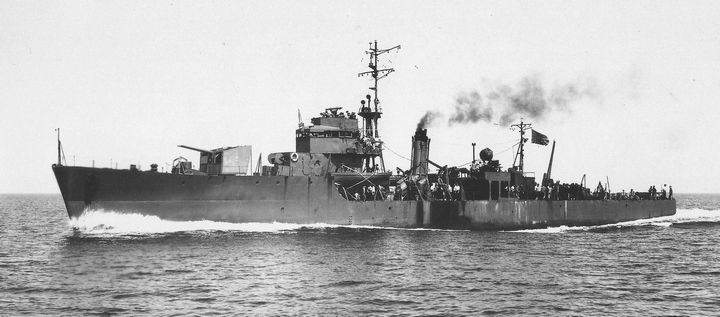
第二十二号海防艦

1944年3月27日第十四号海防艦在橫須賀海軍工廠竣工。1947年7月6日在上海引渡给中国，被命名为“接五”号赔偿舰。后被命名为“济南”舰，但由于没有凑齐舰员，作为保管舰长期闲置在吴淞口。1948年6月26日交浙江外海水警局作为巡逻船，但该局发现无法接手后，又于1948年12月底在上海交还海军第一军区，滞留在上海黄埔江畔变成了废锈船壳。1949年5月上海解放时，该舰半坐沉在水中，被解放军接收。入江南造船厂维修。1949年底修复，改名为武昌号护卫舰，隶属华东军区海军第六舰队。换装两门苏制Б-34型56倍径100毫米舰炮。参加了解放一江山岛作战。1955年4月17日参加救援在杭州湾触礁的“民主三号”客轮。1956年8月在象山港下锚避八一台风时因风浪过大流锚，搁浅坐底于礁岩上受损报废，退出战斗序列，仅作为辅助船使用。1961年获得护卫舰舷号“209”，隶属东海舰队护卫舰第17大队。不久65型火炮护卫舰首舰“广州”号入役，舷号“209”。

### 长沙号护卫舰
1944年12月27日“第118”号海防舰在川崎重工業泉州工場竣工。1947年7月31日在上海引渡给中国，被命名为“接十二”号。一直丢弃在吴淞口。1948年6月26日交教育部转交国立海事学校作为练习船。1949年被解放军接收，入江南造船厂修复，改名为“长沙”舰，列入华东军区海军第六舰队。1954年5月16日随第六舰队参与“第二次菜花岐海战”，与国军的“太和”号护航驱逐舰炮战。1961年获得舷号“216”，隶属东海舰队护卫舰第17大队。1975年退役，舰组人员担任053H型导弹护卫舰首舰“长沙”号，1986年命名为“九江”舰。

### 西安号护卫舰
本舰属丁型海防舰，1945年3月31日“第198”号海防舰在三菱重工長崎造船所竣工。1947年7月31日引渡给中国，被命名为“接十四”号。一直丢弃在吴淞口。1948年6月26日交浙江外海水警局作为巡逻船，但该局发现无法接手后，又于1948年12月底在上海交还海军第一军区，滞留在上海黄埔江畔变成了废锈船壳。1949年被解放军接收，入江南造船厂修复，改名为“西安”舰。隶属华东军区海军第六舰队。1961年获得舷号“217”，隶属东海舰队护卫舰第17大队。1975年退役，舰组人员转入053H型导弹护卫舰3号舰“西安”舰，1986年改名“南平”舰。

### “48”号护卫舰
“第142”号海防舰在建造过程中迎来了日本投降。1946年4月7日在播磨造船所作为复员输送船完工。1947年7月29日被移交给苏联海军，部署于旅顺海军基地，先为辅助舰，后加装武器命名为“СКР-48”护卫舰。1955年无偿移交给解放军海军，改名“48”号护卫舰，隶属海军旅顺基地护卫舰第7大队。1978年退役。

### “49”号护卫舰
1944年12月23日「第76”号海防舰在三菱重工長崎造船所竣工。1947年8月28日移交给苏联海军，部署在旅顺海军基地，先为辅助舰，后加装武器命名为“СКР-49”护卫舰。1955年无偿移交给解放军海军，改名“49”号护卫舰，隶属海军旅顺基地护卫舰第7大队。1978年退役。

### 同安舰
1945年2月28日“第192”号海防舰在三菱重工長崎造船所竣工。1947年7月31日引渡给中国，被命名为“接十三”号。1948年5月1日更名为“同安”。一直闲置在吴淞口。1949年5月上海弃守前夕被拖去台湾基隆。1949年10月1日被编入训练舰队准备修复，1950年放弃修理，降为封存保管舰。1951年3月1日报废解体。

### 泰安舰
1945年1月31日“第104”号海防舰在三菱重工長崎造船所竣工。1947年8月30日在青岛被引渡给中国，被命名为“接二十一”号。闲置到1948年5月1日命名“泰安”，10月1日入役。1950年6月1日改属第二舰队第八分队，舷号“71”。1955年1月1日转属巡逻舰队。1958年10月1日退役。

### 成安舰
1944年12月22日“第40”号海防舰在藤永田造船所竣工。1947年8月30日在青岛引渡给中国，被命名为“接二十”号。闲置在青岛至1948年3月命名为“成安”舰，编入海军第二舰队。参加了烟台威海撤运、塘沽撤运和青岛撤运。1949年12月17日改属海防第三舰队的海南岛防御作战。1949年12月24日拖往马公维修。1950年4月22日参加海南岛撤运行动。6月1日改属第二舰队第八分队，舷号72。1955年1月1日本舰改属巡逻舰队。1958年10月1日退役。